# Кобзарі Полтавщини
Кобзарі Плтавщини

## Загальна характеристика
Автентичні кобзарі Потавщини відрізнялися від кобзарів інших регіонів, насамперед Слобідських та Чернігівських, в першу чергу в манері виконання та грання на своїх бандурах. Деякі Полтавські кобзарі тримали інструменти паралельно до тіла і обидві руки могли легко грати як і на приструнках так і на басах. Плотавьські кобзарі називали цей спосіб Зіньківською наукою і говорили про це як Г. Хоткевич замічав з гордістю як про якусь глибоку мудрість. Цей спосіб гри на бандурі який вживали слобожанські кобзарі став основою харківського способу гру на бандурі який удосконалив її та розробив науковий фундамент Гнат Хоткевич.
Інструменти які вживали Слобожанські кобзарі мало відрізнлися від старосвітських бандур кобзарів інших районів, але завдяки спосіб тримання бандури, технічні можливости виконавців були значніші. Це теж вплинуло на інструментальний супровід. Коли в Полтавських кобзарів було достатньо заграти одного чи два акорди в супроводі до думи, слобожанські кобзарі грали цілі віртуозні пасажі кі продовжувалися в інструментальних переграх та вступах до творів.
Слобожанські кобзарі одинокі які грали суто інстументальні продукції на бандурі, чого не можна було замітити в творчістю інших регіонів. Ці інструментальні твори, переважно танки, споріднені з скрипковим репертуаром народних виконавців Слобожанського регіону.

## Характеристика репертуару
На базі аналізу джерел виявилося що в характерний репертуар полтавських кобзарів увіходили думи: «Про азовських братів» та «Плач невільника», «Про Самарських братів», «Плач Невільників».
У репертуарі полтавських кобзарів до 1902 рідко зустрічалися Сковородинські псальми. У думах також спостерігається перевага до творів з суто козацькими сюжетами, коли на Слобідщині такої тенденції не було помітно.
Інструментальна музика кобзарів Полтавщини мало досліджена, але помітно що полтавські кобзарі не володіли такої техніки як Слобідські кобзарі.
Зважаючи на іконографічні джерела можна стверджувати що кобзарі Полтавщини рідко грати стоячи. Стоячий спосіб гри спостерігається тільки в слобідських кобзарів.

### Репертуар
Традиційний репертуар записаний від Полтавських кобзарів.
Думи
- 1) «Про втеча трьох братів з Озова» — 1, 2, 4, 5, 7, 8, 9, 10, 11, 12, 13, 14, 15, 16, 17, 18, 19, 20, 21, 22,
- 2) «Про бідну вдову» — 3, 5, 9, 10, 11, 12, 13, 15, 16, 17, 19, 20, 22,
- 3) «Івась Коновченко» — 1, 5, 12, 14, 15, 16, 20, 21,
- 4) Маруся Богуславка — 5, 7, 9, 10, 13, 19, 22,
- 5) Буря на Чорному морі — 1, 3, 14, 15, 17, 18, 19,
- 6) «Про брата і сестру» — 1, 5, 9, 12, 14, 17,
- 7) Самарські брати — 5, 9, 10, 12, 13, 21,
- 8) Плач невільників — 3, 10, 13, 16, 20,
- 9) «Олексій Попович» — 5, 8, 9, 12, 21,
- 10) Вітчим — 3, 12, 15, 21,
- 11) «Про козака Голоту» — 8, 12, 17,
- 12) Самійло Кішка — 9, 12, 21,
- 13) Федір безродний — 3, 12, 21,
- 14) «Плач невольника» — 3, 10,
- 15) Козацьке життя — 1, 14,
- 26) ”Сокіл і соколонок” — 6, 12,
- 17) Отаман Матіяш — 21
- 18) Іван Богуславець — 21
- 19)Вдова Івана Сірка і Сірченки — 21
- 20) Вдова з Чичельниці — 21
- 21) «Про Фесько Ґанжа Андибер» — 5,

Історичні пісні:
- Про Саву Чалого,

Псальма
- Ісусе мій прелюбезний
- Ісусе, пане милий*
- Псальма про Гліба і Бориса. — 9
- * Ой горе, горе на світі жити,
- «Ой ушли лої літа, яко вихрь в круги світа»
- Правда
- Про Лазаря
- Про Почаївську Божу матір
- Смотрится к нам смерте
- Правда,
- Ушли моя лита,
- Смотрится к нам смерте,
- Плаче дуде і ридає,
- Царю, Христе!
- Почаївська Боже матер.
- Николай.
- *Варвара.

Сатиричних пісні 
- - Чечітка
  - Про Хому та Ярему
  - Гарбуз
  - Вередунки
  - Міщанка
- Біда,
- Міщанка,
- Дворянка,
- Гарбуз,
- Бугай.

Інструментальні твори
- «Козачок»,
- «Дудочка»,
- «Горлиця»
- «Полянка»,
- «Метелиця»,
- «Саврадим»,
- «Молодичка»
- «Чоботи».

## Список автентичних полтавських кобзарів
- Андріяшівський Євхим
- Афанасенко Іван
- Бабич Арест
- Баша Федір, 1,
- Бублик Василь,
- Бутовський Юхим, 2,
- Вересай Остап Никитович, 3,
- Вовк Хведір Ївлампійович,
- Вечірський Антін, 4,
- Говтань Опанас
- Гордієць Мусій
- Гриценко Хведір Хведорович, 5,
- Грунський Самійло
- Губа Клим, 6.
- Гузь Петро Іванович
- Даценко Марко
- Дубина Микола Захарович, 7,
- Ємченко Кіндрат
- Зубко Степан
- Жовнянський Іван, 8,
- Кальний Остап
- Кожевник Петро
- Комишанська наука
- Кононенко Хведір
- Кочерга Дмитро, 9.
- Кошовий Семен
- Кравченко Михайло Степанович, 10,
- Кравченко Платон, 11,
- Кравченко-Касьян Іван
- Кравченко-Крюковський Іван Григорович, 12,
- Крячківський Федір Олексійович
- Кулик Мусій Гордійович, 13,
- Курочка Артем
- Кушнерик Федір Данилович
- Ладжа Антін
- Лантух (кобзар) 14,
- Лиходід Іван
- Лотиш Савка
- Лошак Пилип
- Магадин Трихон, 15,
- Марковський Давид
- Марковський Семен
- Марченко Юлим
- Михайлюк Олександр
- Назаренко Василь
- Неховайзуб Петро Іванович 16,
- Никоненко Архип 17,
- Олексіїв-Крячківський Федір 18,
- Олексієнко Мусій Петрович
- Парубейко Онупрій
- Поливський Орест
- Пономаренко Микола Сергійович
- Рожок Каления
- Савченко Опанас, 19,
- Саковенко Федір,
- Ситник Антон
- Сіроштан Іван
- Скорик Дмитро, 20,
- Сластіон Опанас Георгійович
- Стрічка Іван, 21,
- Стрічка Сакон Іванович
- Тесин Андрій
- Харченко Йосип
- Хоролський Федір
- Іван Хмельницький
- Чернецький Назар
- Чорнуцький Іван
- Ярохтей
- Яшний Самійло Харитонович, 22,